# Bestiárium

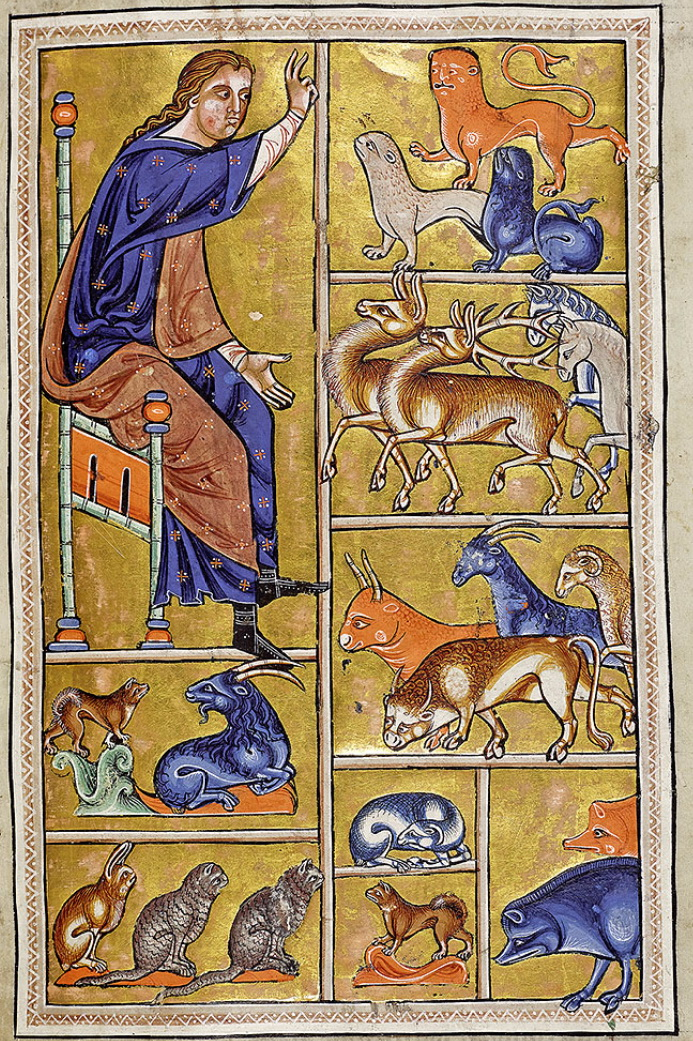
Az Aberdeen-i bestiárium egy oldala

A bestiárium, a bestiák (vadállat, szörny-állat) leírásának összeállítása egy könyvben. Az ókori világból származnak, és a középkorban vált népszerűvé, különféle állatokat és sziklákat leíró, illusztrált kötetekben. Az egyes vadállatok természettörténetét és illusztrációit általában erkölcsi leckék kísérték. Ez tükrözi azt a hitet, hogy maga a világ Isten Igéje, és hogy minden élőlénynek megvan a saját különleges jelentése. Például a pelikán, amelyről azt hitték, hogy feltépi mellét, hogy fiókáját táplálja, Jézus élő ábrázolása volt. A bestiárium tehát utalás az állatok szimbolikus nyelvére is a nyugati keresztény művészetben és irodalomban.

## Történet
A legkorábbi bestiárium egy 2. századi anonim szerzőjű görög kötet, a Physiologus volt, amely maga az állatokkal kapcsolatos ősi ismereteket és bölcsességeket foglalta össze olyan klasszikus írók írásaiban, mint például Arisztotelész, a Historia Animalium és Hérodotosz, idősebb Plinius, Solinus, Ailianosz és más természettudósok különféle munkái.
A Physiologus után Sevillai Szent Izidor (az Etymologiae XII. könyve) és Szent Ambrus kibővítette a bestiáriumot a Biblia és a Septuaginta részei alapján. Ők és más szerzők szabadon bővítették vagy módosították a már létező modelleket, folyamatosan finomítva az erkölcsi tartalmat, érdeklődés nélkül vagy a ténybeli tartalom sokkal részletesebb hozzáférése nélkül. Ennek ellenére ezeknek a vadállatoknak gyakran képzeletbeli beszámolóit széles körben olvasták és általában igaznak tartották. A kedvtelésből tartott állatok néhány megfigyelését, például a madarak vándorlását, a későbbi évszázadok természetfilozófusai diszkontálták, és később csak a modern tudományos korszakban fedezték fel őket.
A középkori kedvtelésből tartott állatok sorrendje figyelemre méltó. A jótékonysági koncertek különösen népszerűek voltak Angliában és Franciaországban a 12. század körül, és főleg a korábbi szövegek gyűjteményeit olvasták el. Az Aberdeeni Bestiárium az egyik legismertebb a mai napig fennmaradt, 50 kéziratos bestiárium közül.
A legjobb évek befolyásolták a korai heraldikát a középkorban, ötleteket adva a díjakra és a művészi formára. A bestiáriumok továbbra is ihletet adnak a korunkban létrehozott címerre. 
Két megvilágított zsoltárkönyv, a Mária Királynő Zsoltárkönyv (Brit Könyvtár Ms. Royal 2B, VII) és az Isabella Psalter (Müncheni Állami Könyvtár) teljes Bestiárium-ciklust tartalmaz. A Zsoltár Királynő királynője a „marginális” dekorációkban található, amelyek az oldal alsó negyedében helyezkednek el, és szokatlanul kiterjedtek és koherensek ebben a műben. Valójában a gyülekezet kilencven állatra bővült a forráson túl a norvég Guillaume le Clerc norvég gyülekezetben. Néhányan a szövegbe kerülnek, hogy megfeleljenek az ábrázolt zsoltárnak.
Leonardo da Vinci itáliai művész szintén elkészítette a saját bestiáriumát.